# Mindan
| Vereinigung der Koreaner in Japan | Vereinigung der Koreaner in Japan |
| Japanischer Name                  | Japanischer Name                  |
| --------------------------------- | --------------------------------- |
| Kanji                             | 在日本大韓民国民団                |
| Rōmaji nach Hepburn               | Zai-Nihon Daikan Minkoku Mindan   |
| Koreanischer Name                 |                                   |
| Hangeul                           | 재일본대한민국민단                |
| Hanja                             | 在日本大韓民國民團                |
| Revidierte Romanisierung          | Jae ilbon daehan minguk mindan    |
| McCune-Reischauer                 | Chae Ilbon Taehan Min'guk Mindan  |
|                                   |                                   |

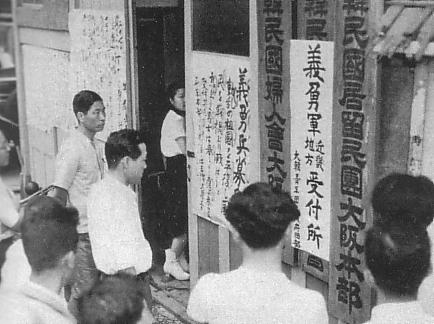
Rekrutierungsstelle der Mindan zur Unterstützung der südkoreanischen Armee im Koreakrieg (1950)

Mindan ist eine Vereinigung der in Japan lebenden Koreaner, die sich Südkorea verbunden fühlen.  Sie wurde am 3. Oktober 1946 in Tokio gegründet und hat nach eigenen Angaben etwa eine halbe Million Mitglieder (bei einer Gesamtzahl von 600.000–700.000 Koreanern in Japan).
Die Mindan ist das Gegenstück zur Chōsen Sōren (kor. Ch'ongryŏn), der Vereinigung der in Japan lebenden Koreaner, die stärkere Bindungen nach Nordkorea haben. Diese und Mindan konkurrieren erbittert miteinander, mit kulturellen und politischen Veranstaltungen, mit Musiktreffen, Volksfesten, Heimatbesuchsreisen, Teestuben, Restaurants und Vereinslokalen, mit Zeitungen, Kindergärten und Schulen aller Kategorien bis hin zur Universität.